# George Washington Getty
George Washington Getty (2 octobre 1819 – 1er octobre 1901) est un officier de carrière dans l'armée des États-Unis, plus connu pour son rôle en tant que commandant de division dans l'armée du Potomac au cours de la dernière année complète de la guerre de Sécession.

## Avant la guerre
Getty naît à Georgetown, Washington, D.C. Il est nommé à l'académie militaire de West Point à l'âge de 16 ans, et est diplômé quinzième sur une promotion de 42 cadets en 1840. Parmi ses camarades de promotion, on retrouve les futurs généraux de la guerre de Sécession William T. Sherman et George H. Thomas, de l'armée de l'Union et Richard S. Ewell et Bushrod R. Johnson de l'armée des États confédérés. Il est affecté dans l'artillerie en tant que second lieutenant. Au cours de la guerre américano-mexicaine, il participe à la campagne avec l'armée de Winfield Scott et reçoit un brevet de capitaine pour acte de bravoure à Contreras et Churubusco. Il combat contre les Séminoles en Floride lors des deux dernières guerres séminoles, participant aux combats en 1849-50, et de nouveau en 1856-57.

## Guerre de Sécession
Au début de la guerre de Sécession, Getty est capitaine dans le 4e régiment d'artillerie. En septembre 1861, il est nommé lieutenant-colonel. Il commande quatre batteries lors de la campagne de la Péninsule de 1862 du major général George B. McClellan. Nommé chef de l'artillerie du IXe corps du major général Ambrose Burnside, il sert lors des batailles de South Mountain, et d'Antietam au cours de la campagne du Maryland. Le 25 septembre 1862, Getty est promu brigadier général des volontaires et affecté à l'infanterie. Au cours de la bataille de Fredericksburg, en décembre, il commande la troisième division du IXe corps. En mars 1863, la division de Getty est envoyée à Suffolk, Virginie, où l'armée fédérale, sous les ordres du major général John A. Dix résiste à l'assaut contre la ville du lieutenant général James Longstreet, qui garde les abords méridionaux de Norfolk et de Hampton Roads. 
Après un service d'ingénierie et le commandement d'une diversion vers la rivière South Anna au cours de la campagne de Gettysburg, Getty sert à titre d'inspecteur général de l'armée du Potomac au début de 1864, Il est affecté au commandement de la deuxième division du VIe corps. Il est blessé à la bataille de la Wilderness, mais récupère pour mener ses troupes pendant le long siège de Petersburg, et, plus tard, lors de la campagne de la vallée de la Shenandoah du major général Philip Sheridan. Getty devient commandant par intérim du VIe corps lorsque le brigadier général James B. Ricketts est blessé en menant le corps à la bataille de Cedar Creek. Le 12 décembre 1864, le président Abraham Lincoln nomme Getty pour un brevet de major général des volontaires, avec une date de prise de rang au 1er août 1864, qui est confirmé par le sénat américain le 14 février 1865. La division de Getty, y compris la célèbre brigade du Vermont, fait la première percée à Petersburg le 2 avril 1865, et prend part à la campagne finale de l'armée du Potomac, qui s'est conclue avec la reddition de Robert E. Lee à Appomattox Court House. Le 17 juillet 1866, le président Andrew Johnson propose Getty pour la nomination au brevet de major-général de l'armée américaine (armée régulière), avec une date de prise de rang au 13 mars 1865, le sénat américain confirme la nomination le 23 juillet 1866. Getty quitte le service actif des volontaires le 9 octobre 1866.

## Après la guerre
Getty a le commandement du district de Baltimore, dans le Maryland, du 9 août 1865 au 29 janvier 1866. Il commande ensuite le district du Rio Grande, du 19 février au 31 août 1866. Pendant ce temps, le 28 juillet 1866, Getty est promu colonel du 37e régiment d'infanterie dans l'armée régulière.
Il sert ensuite au commandement du district du Texas, du 31 août au 9 octobre 1866, au cours duquel il quitte le service actif des volontaires, le 1er septembre 1866. À la suite d'un congé, en attendant les ordres, il prend le commandement du district du Nouveau-Mexique, du 11 avril 1867 au 11 janvier 1871.
Il est affecté au commandement du 3e régiment d'infanterie, le 15 mars 1869, puis est transféré dans le 3e régiment d'artillerie le 31 décembre 1870, et commande ensuite l'école d'artillerie au fort Monroe, en Virginie, pendant six ans. Cependant, du 24 juin au 25 juillet 1877, il est détaché au commandement des troupes le long du chemin de fer de Baltimore et de l'Ohio pendant les grèves.
Getty est membre du conseil de conduite qui exonère de l'ancien commandant du Ve corps, le major général Fitz John Porter en 1879. Il est transféré dans le 4e régiment d'artillerie le 17 juillet 1882.
Le général Getty est membre de plusieurs sociétés militaires y compris l'Aztec Club de 1847, l'ordre militaire de la légion loyale des États-Unis et de l'ordre militaire des guerres étrangères.
Après avoir pris sa retraite de l'armée, le 2 octobre 1883, Getty vit dans une ferme près de Forest Glen, dans le Maryland, jusqu'à sa mort, le 1er octobre 1901. Il est enterré dans la section 1 du cimetière national d'Arlington.

## Famille
Le fils du général Getty, Robert Nelson Getty (1855-1941), est diplômé de West Point en 1878 et sert jusqu'à ce qu'il atteigne l'âge obligatoire de la retraite à 64 ans en 1919. Il est un vétéran des guerres indiennes, la guerre hispano-américaine, de l'insurrection des Philippines et de la Première Guerre mondiale, au cours de laquelle il est promu brigadier général.